# Байбурт (вилает)
Байбурт (на турски: Bayburt) е вилает в Североизточна Турция. Административен център на вилаета е едноименния град Байбурт.
Вилает Байбурт е с население от 85 455 жители (оценка от 2006 г.) и обща площ от 3652 кв. км. Разделен е на 3 общини.

## Население
Численост на населението според преброяванията през годините:
| Година | Численост |
| 1990   | 107 330   |
| 2000   | 97 358    |
| 2011   | 76 859    |